# Giovanni Boccaccio
Giovanni Boccaccio (n. 1313, Florența, Republica Florentină – d. 21 decembrie 1375, Certaldo, Republica Florentină) a fost un poet și umanist italian. Cu povestirile sale reunite în Il Decamerone („Decameronul”, 1470) a influențat nu numai dezvoltarea literaturii italiene, dar a și creat modelul genului de nuvelă, reluat în creația multor scriitori europeni.
„Dacă sunt folosite cuvintele potrivite, nimic nu este prea indecent pentru a fi spus.”(Boccacio, Decameronul)

## Viața și opera
Boccaccio se naște în anul 1313 (iunie sau iulie), probabil în Certaldo/Toscana, posibil însă și în Florența, ca fiu natural ilegitim al negustorului Florentin Boccaccio di Chellino și al unei femei de origine modestă, al cărei nume nu se cunoaște. A fost crescut de tatăl său și de Margherita de Mardoli, o femeie de origine nobilă, care i-a devenit mamă vitregă. După primii ani de școală la Florența, este trimis de tatăl său în 1327 la Napoli să facă practică în comerț, activitate la care renunță pentru a studia Dreptul canonic și limbile clasice. În acei ani Boccaccio studiază în special clasicii latini, precum și literatura de curte franceză și italiană, și scrie primele sale opere: Filocolo (1336-1338), Filostrato (1335), Teseida (1339-1341), Caccia di Diana (1334-1338). Boccaccio era primit la curtea regelui Robert d'Anjou, regele orașului Napoli, unde o cunoaște pe Maria de Conti d'Anjou, fiică nelegitimă a regelui, cu care are relații amoroase și care apare ca Fiammetta în multe din creațiile sale literare.

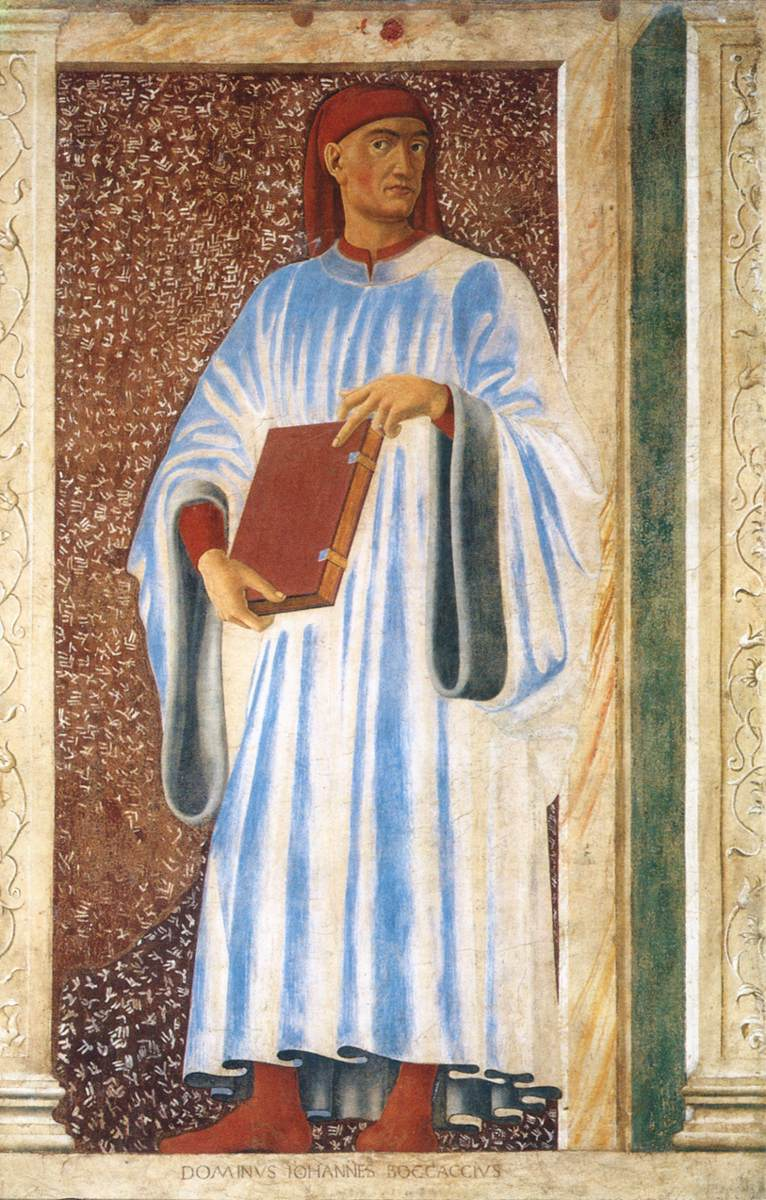
„Giovanni Boccaccio”, portret de Andrea del Castagno, 1450 - Galleria degli Uffizi, Florența

În 1341 trebuie să se întoarcă la Florența — tatăl său trecea printr-o perioadă de dificultăți financiare în urma falimentului băncii Bardi — și primește o funcție diplomatică din partea conducerii orașului, printre care la curtea lui Ostasios da Polenta în Ravenna (1346) și pe lângă Francesco Ordelaffi în Forli (1348). Compune noi opere poetice și în proză: Ninfale d'Ameto sau Commedia delle Ninfe fiorentine (1341–1342), Elegia di madonna Fiammetta (1343–1344), Ninfale fiesolano (1344–1346).
Când tatăl său a murit din cauza ciumei în 1348, Boccaccio i-a moștenit averea și și-a dobândit independența financiară. Casa lui a devenit locul de întâlnire al intelectualilor, scriitorilor și cărturarilor. În următorii trei ani a scris cea mai cunoscută operă, Decameronul, în care s-a îndepărtat de discursul medieval despre viciu și virtute către o viziune mai umanistă. Personajele sale au dimensiuni reale și prin ele a reușit să mediteze la puterea oamenilor de a-și făuri destinul, acceptându-și totodată cu eleganță limitările umane.
În 1350 se întâlnește pentru prima dată cu Francesco Petrarca, după ce mai înainte îi scrisese epistola în limba latină "Mavatores Miles" (1339). De Petrarca îl leagă o trainică prietenie până la moartea acestuia în 1374. Împreună se angajează în traducerea autorilor antichității clasice, astfel, la îndemnul său, Leontino Pilato traduce în limba latină epopeele lui Homer. Petrarca îl ajută să iasă dintr-o criză religioasă, îndrumându-l către cultura literară de tip umanist. Operele târzii ale lui Boccaccio vor fi scrise numai în limba latină, printre acestea "Genealogia deorum gentilium", un mare tratat de mitologie greco-romană, care pentru două secole rămâne cartea cea mai citită pe această temă. Între timp (1348-1353), după teribila epidemie de ciumă care a devastat Europa în anul 1348, lucrează la opera sa majoră, "Il Decamerone", care va circula în manuscrise și va fi tipărită pentru prima dată abia în 1470.

### Decameronul
Așa cum rezultă din înțelesul grec al titlului, acțiunea are loc în decursul a zece zile. După o precuvântare dedicată "grațioaselor doamne" ("vaghe donne") care cunosc arta amorului, urmează o introducere ce dă un cadru terifiant atmosferei de groază care domnea în Florența bântuită de ciumă. Șapte tinere doamne și trei tineri s-au refugiat într-o vilă din apropierea Florenței pentru a scăpa de contaminare și, pentru a face să treacă timpul în mod plăcut, între conversații, banchete și dansuri, se adună zilnic - cu excepția zilelor de vineri și sâmbătă, dedicate practicilor religioase - într-o poiană, unde fiecare spune o povestire pe o temă prestabilită, propusă de fiecare dată de "regele" sau "regina" grupului, aleși prin rotație. La sfârșitul zilei, cele zece povestiri sunt urmate de un "canzone" (un recitativ în formă poetică) și de dans. A rezultat astfel un număr de 100 nuvele care alcătuiesc Decameronul, prima și în același timp cea mai bună operă în proză a literaturii italiene din epoca Umanismului, etapă care precedă Renașterea. 
Nuvelele se caracterizează prin tematica foarte variată, plină de umor și galanterie, adesea foarte îndrăzneață, din care nu lipsesc picanteriile spre deliciul cititorului, cu o compoziție în formă magistrală și descrierea pregnantă a caracterelor. 
În unele cercuri puritane ale timpului, cartea a fost curând considerată periculoasă pentru moravuri, încât nu mult a lipsit să fie arsă în public, la îndemnul călugărului fanatic Girolamo Savonarola. În timpurile moderne Decameronul s-a bucurat de o mare audiență la public, au fost turnate și filme inspirate din această operă literară, printre care remarcabil este cel în regia lui Pier Paolo Pasolini (1971).

## Umanismul la Boccaccio
Umanismul este filozofia de viață progresistă care, fără a implica supranaturalul, afirmă capacitatea și responsabilitatea personajelor de a trăi vieți morale, tinzând spre împlinirea proprie și aspirând la binele umanității. Concepția de viață a Umanismului care este inclusă și în Decameron ne îndeamnă să trăim bine și complet. Prin numeroasele povestiri în care sunt arătate o mulțime de tipuri de oameni, cunoașterea lumii este obținută prin intermediul observării, experimentării și analizei raționale. În lucrare se poate urmări foarte bine și autoîmplinirea în sensul cel mai larg, conferindu-le vieților protagoniștilor un scop, astfel cititorul privind cu uimire și satisfacție frumusețea existenței umane, provocările și dramele ei, și chiar inevitabilul morții. O trăsătură importantă în Decameronul lui Boccaccio este că opera prezintă și expresia sentimentului popular, printre personaje apărând meșteșugari, preoți, călugări, țărani, alături de personaje feminine din mediile respective. Boccaccio redă viața eliberată de constrângerile morale ascetice, studiază pasiunile omenești nu numai în forma lor plenară, ci și în cea instinctuală, punându-le față în față cu convențiile unei societăți ipocrite, naive. Astfel, Decameronul devine expresia unei ample, puternice, variate și incisiv de satirice răzvrătiri împotriva tradițiilor impuse.

### Ultima perioadă a vieții

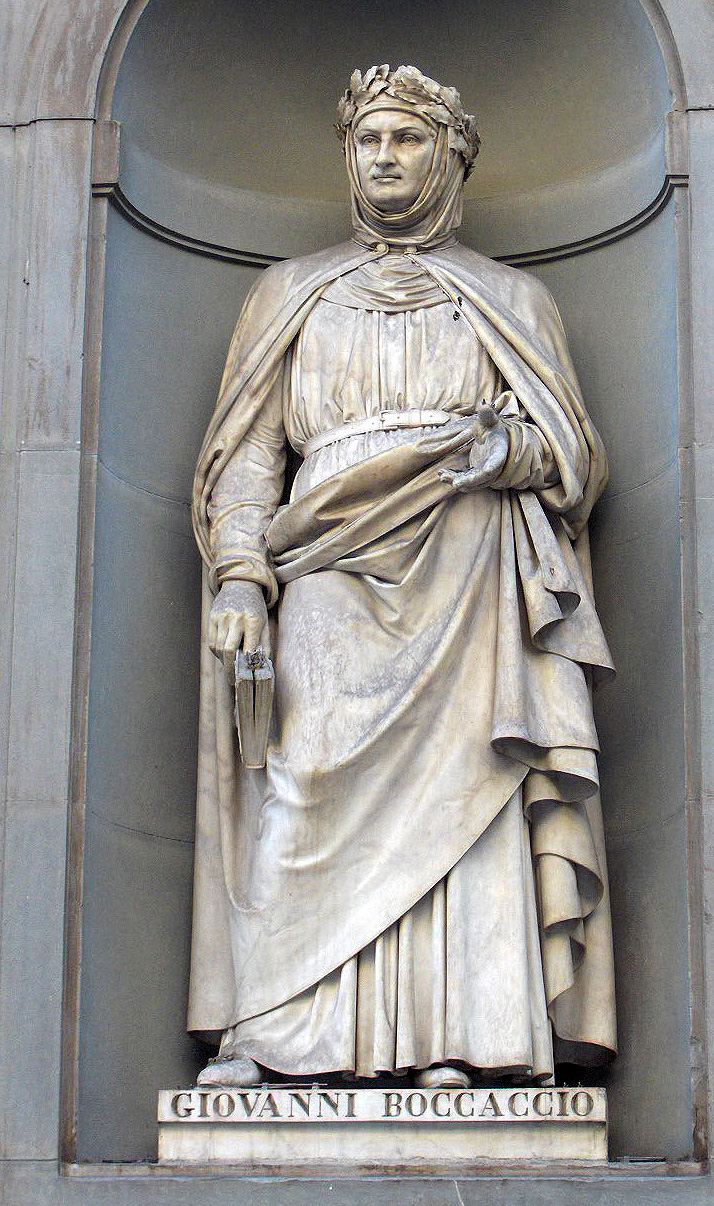
Statuia lui Boccaccio la Galleria degli Uffizi, Florența

În anul 1351 este numit în administrația orașului Milano iar în 1359 înființează prima catedră de limbă greacă la "Studio Fiorentino". Între timp scrie "Trattatello in laude di Dante" (1357). După călătorii întreprinse la Napoli și Veneția, se întoarce la Florența, unde în 1373 primește o funcție de docent la "Universitatea Florentină" pentru a face comentarii asupra operei lui Dante. Starea sănătății lui se înrăutățește și la 21 decembrie 1375 moare în vila lui de la Certaldo.

## Influența operei lui Boccaccio
În special creația sa majoră, Decameronul, a exercitat o deosebită influență asupra operelor scriitorilor europeni. Printre aceștia sunt de menționat Geoffrey Chaucer ("The Canterbury Tales", 1385-1400), François Rabelais, Miguel de Cervantes, Gotthold Ephraim Lessing. În 1879, compozitorul Franz von Suppé creează opera "Boccaccio".

## Lista operelor lui Boccaccio

### În limba italiană

#### Scrieri din tinerețe
- "Elegia di Constanza", 1332
- "La caccia di Diana", 1334-1338
- "Il Filostrato", 1335
- "Il Filocolo", 1336-1338
- "Teseida delle nozze d'Emilia", 1339-1341
- "Ninfale d'Ameto" sau "Commedia delle Ninfe fiorentine", 1341-1342
- "Amorosa visione", 1341-1342
- "Elegia di Madonna Fiammetta", 1343-1344
- "Ninfale fiesolano", 1344-1346

#### Opera de maturitate
- "Il Decamerone", 1349-1351 (revăzut în 1370-1371

#### Opere târzii
- "Zibaldone Magliabechiano", 1351-1356
- "Trattatello in laude di Dante", 1357
- "Corbaccio: il labirinto di amore", 1365
- "Rime", 1374

### În limba latină

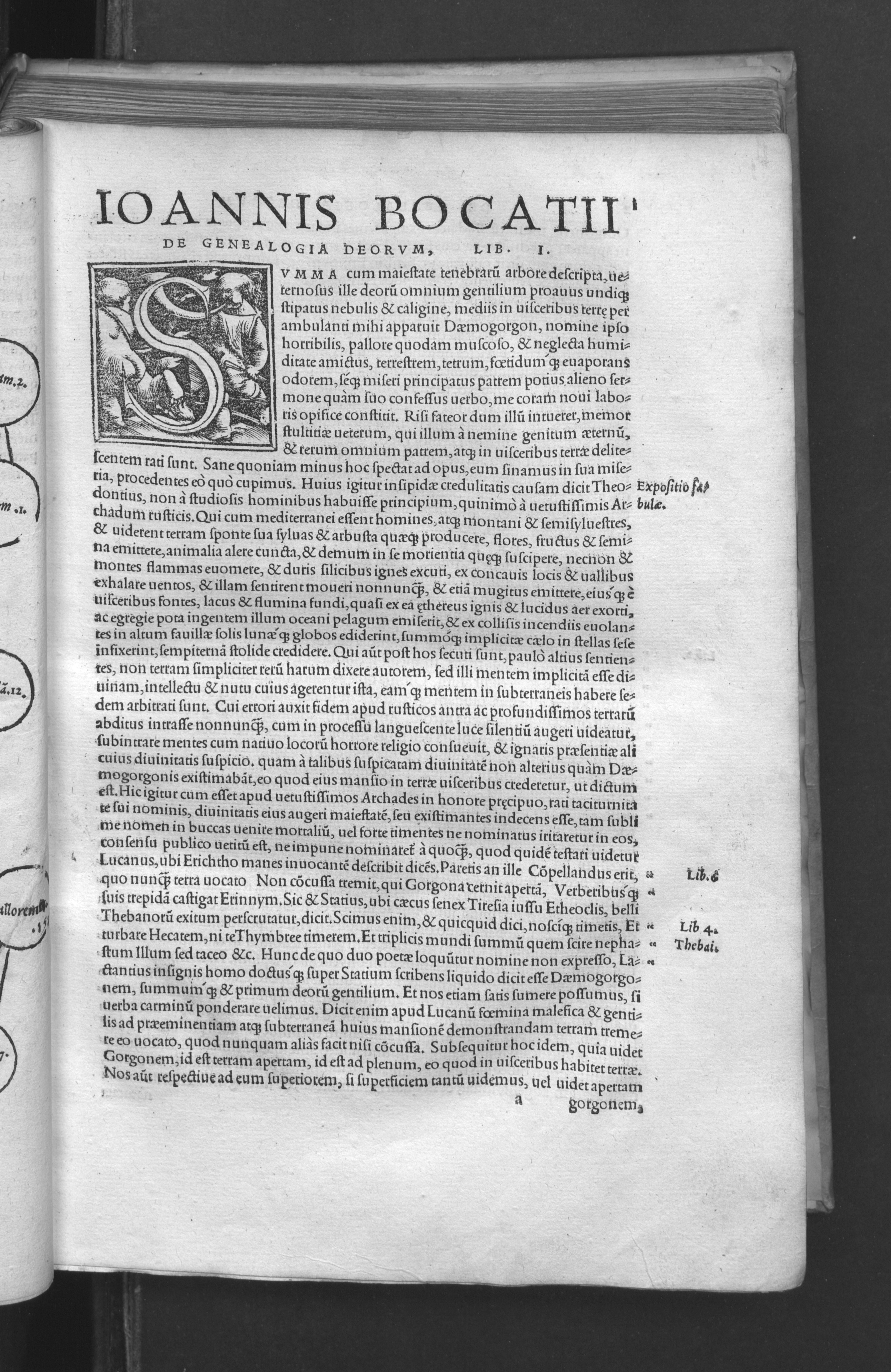
Genealogia deorum gentilium, 1532

- "Genealogia Deorum Gentilium", 1350-1360
- "De claris mulieribus", 1360-1362
- "De casibus virorum illustrium", 1355-1365
- "Bucolicum Carmen", 1367-1369